# 140-й окремий центр сил спеціальних операцій (Україна)
140-й окремий центр спеціальних операцій (140 ОЦ СпО, в/ч А0661) — підрозділ спеціального призначення Сил спеціальних операцій Збройних сил України.

## Історія
Історія центру починається з 2007 року, коли з'явилася і була введена в дію концепція українських сил спеціальних операцій. В цей час на базі 8-го окремого полку спеціального призначення в Хмельницькому сформували нову частину — 140-й центр сил спеціальних операцій. Штатна чисельність на той час була всього 70 осіб. В їх завдання входило:
- ведення засідок
- проведення нальотів в тилу противника
- проведення диверсій на об'єктах інфраструктури супротивника
- організація і керівництво партизанським рухом на території ворога або на тимчасово окупованій території.

Однак через відсутність виразної військової стратегії і потенційного противника, військове керівництво планувало залучати бійців нового центру для зарубіжних операцій в рамках місій ООН, в тому числі й для боротьби з піратством. Проте з початком бойових дій на Донбасі з'явилась необхідність застосування спеціальних частин. На фронт було відправлено і 140-й центр.
На початку липня 2017 року бійці 140-го центру СпО брали участь у навчаннях Flaming Sword 2017 (Литва). Три тижні, 1000 бійців з 9 країн.
У 2019 році загін українських Сил спеціальних операцій у форматі Special Operation Task Group пройде сертифікацію і з 2020 року заступить на бойове чергування у складі підрозділів NATO Response Force.
В червні 2019 року вперше в історії підрозділ з країни — не члена НАТО пройшов сертифікацію як підрозділ ССО (SOF) і має право залучатися в Сили швидкого реагування НАТО. Сертифікація відбувалася у Литві.
6 грудня 2021 року, до 30-ї річниці створення Збройних сил України, 140-му окремому центру сил спеціальних операцій було передано 12 легкоброньованих автомобілів HMMWV, наданих США в межах матеріально-технічної допомоги.

### Російське вторгнення 2022 року
Підрозділи центру брали участь в обороні та звільненні Київщини — Бучі, Гостомеля, Бородянки, інших міст і сіл.
29 липня 2022 року центр відзначений почесною відзнакою «За мужність та відвагу».
Брав участь в осінньому контрнаступі 2022 року, де був залучений до звільнення Харківщини — Ізюма, Чугуєва.
У травні 2023 року Президент України Володимир Зеленський привітав центр із річницею.

## Втрати
- Чабан Андрій Олександрович — сержант, інструктор відділення зв'язку. Загинув 24 липня 2014 р. коли КАМАЗ, на якому їхали спецпризначенці потрапив під перехресний вогонь із засідки поблизу м. Первомайськ (Луганська область).
- Черкасов Володимир Юрійович — сержант, старший розвідник-снайпер. Загинув 24 липня 2014 р. коли КАМАЗ, на якому їхали спецпризначенці потрапив під перехресний вогонь із засідки поблизу м. Первомайськ (Луганська область).
- Кобернюк Василь Іванович — сержант, старший розвідник-снайпер. Загинув 24 липня 2014 р. коли КАМАЗ, на якому їхали спецпризначенці потрапив під перехресний вогонь із засідки поблизу м. Первомайськ (Луганська область).
- Якимчук Тарас Володимирович — солдат, кулеметник. Загинув 24 липня 2014 р. коли КАМАЗ, на якому їхали спецпризначенці потрапив під перехресний вогонь із засідки поблизу м. Первомайськ (Луганська область).
- Колісник Дан Вікторович — капітан, командир роти. Загинув 26 жовтня 2014 р. під час операції по прориву оточення навколо 32-го блок-посту.

### 2023
- 27 листопада 2023 — Шаран Едуард Вікторович, капітан.

### 2024
- 12 вересня 2024 — Дмитерко Антон («Тоха»), старший солдат, оператор групи спеціального призначення. м. Коломия.[9]
- 21 листопада 2024 — Андрій Глез («Ярл»). 24.12. 2001, с. Ярівка Волинської області, Луцького району. Загинув в Курській області.[10]